# Sakura Gakuin
Sakura Gakuin (さくら学院 Sakura Gakuin?,  traducido como 'Academia Flor de Cerezo') fue un grupo idol japonés, limitado al periodo de educación obligatoria del sistema educativo de Japón, creado en 2010 por Amuse, tuvo su debut oficial en el Tokyo Idol Festival de ese año.

## Concepto
Las miembros del grupo tienen entre diez a quince años, el grupo mantiene como temática la vida escolar y las diferentes actividades extracurriculares, tienen subunidades a las cuales les llaman clubs, cada club tiene una temática distinta.
Lanzan álbumes nuevos cada año, normalmente en marzo, el mes en el que termina el año académico japonés, es en este mes en el cual las miembros más antiguas se «gradúan» y dejan el grupo ya que es cuando terminan su educación obligatoria, en mayo las miembros de grados inferiores se transfieren al grupo.

## Historia

### 2010-2011: Inicios y primer álbumMessage
Sakura Gakuin fue creado alrededor de abril de 2010 por Amuse, en agosto de ese año participaron en el Tokyo Idol Festival.
Tuvieron su primer evento en solitario el 28 de noviembre de 2010.
El lanzamiento de su primer álbum Sakura Gakuin 2010 Nendo: Message se pospuso, debido al terremoto y tsunami de Japón de 2011, y se lanzó finalmente el 27 de abril de 2011, ese mismo año se unieron Hana Taguchi y Rinon Isono, el 30 de mayo Twinklestars anunció un nuevo sencillo llamado «Please! Please! Please!».
En agosto de 2011 participaron por segunda vez en el Tokyo Idol Festival.

### 2012: Friends, creación de más subunidades y My Generation
Su tercer sencillo «Tabidachi No Hini» se lanzó el 15 de febrero de 2012.
Tres miembros se graduaron en abril de ese año (Ayami Muto, Ayaka Miyoshi, Airi Matsui) y entraron Yunano, Saki y Mariri.
En agosto participaron en el Tokyo Idol Festival de 2012 y revelaron una nueva subunidad cuando se presentaban en el «Sky Stage».

### 2016–presente:Kirameki no Kakera,Yakusoku,My Road,Life Iro Asenai HibiyStory
En marzo del 2016 se realizó la graduación de Saki Ooga, Saki Shirai y Rinon Isono, en mayo del mismo año Momoe Mori, Tsugumi Aritomo y Yuzumi Shintani fueron transferidas, y ese año también se cambiaron los uniformes color marrón claro por unos grises.
En marzo de 2017 Sara Kurashima y Mirena Kurosawa dejaron el grupo, y en mayo del mismo año Miku Tanaka y Miki Yagi entraron. 
El 24 de marzo del 2018, se realizó la graduación de Aiko Yamaide, Megumi Okada y Momoko Okazaki en la “Nakano Sun Plaza”, y en mayo del 2018, Sana Shiratori, Kokona Nonaka y Yume Nozaki entraron al grupo.
El 30 de marzo del 2019, Maaya Asou, Marin Hidaka y Yuzumi Shintani se graduaron de Sakura Gakuin, también se cambiaron los uniformes por unos de color azul marino. El 6 de mayo, Neo Sato, Miko Todaka, y Sakia Kimura entraron al grupo.
Un concierto fue planeado para el 29 de marzo de 2020, por la graduación de Kano Fujihira, Soyoka Yoshida, Tsugumi Arimoto y Momoe Mori, este evento fue pospuesto para el 29 de mayo, debido a la pandemia por el COVID-19, para posteriormente ser cancelado de manera definitiva; como una alternativa se hizo el evento el 30 de agosto, a través de una transmisión en vivo.
El 1 de septiembre se anunció que Sakura Gakuin seguiría solo con ocho miembros, hasta su disolución programada para el 31 de agosto del 2021.

## Subunidades
El grupo mantiene subunidades a las cuales se refieren como «clubs».
- Twinklestars
- Babymetal[14]
- Mini-Patissier
- SCOOPERS
- Sleepiece
- Pastel Wind
- Kagaku Kyumei Kiko LOGICA?
- Purchasing Club
- Wrestling Club

## Miembros
Sakura Gakuin tiene un sistema en el cual las miembros más antiguas dejan el grupo y todos los años entran miembros nuevos.

## Graduadas
Las graduadas son las miembros que dejaron el grupo y completaron el periodo de educación obligatoria japonés.

### 2011
- Ayami Muto
- Ayaka Miyoshi
- Airi Matsui

### 2012
- Suzuka Nakamoto
- Mariri Sugimoto

### 2013
- Raura Iida
- Marina Horiuchi
- Nene Sugisaki
- Hinata Satō

### 2014
- Moa Kikuchi
- Yui Mizuno
- Hana Taguchi
- Yunano Notsu

### 2015
- Rinon Isono
- Saki Ooga
- Saki Shirai

### 2016
- Sara Kurashima
- Mirena Kurosawa

### 2017
- Aiko Yamaide
- Megumi Okada
- Momoko Okazaki

### 2018
- Yuzumi Shintani
- Maaya Asou
- Marin Hidaka

### 2019
- Kano Fujihira
- Soyoka Yoshida
- Tsugumi Aritomo
- Momoe Mori

### 2021
- Miku Tanaka
- Miki Yagi
- Kokona Nonaka
- Yume Nozaki
- Sana Shiratori
- Sakia Kimura
- Neo Satō
- Miko Todaka

## Discografía
- Sakura Gakuin 2010 Nendo: Message (2011)
- Sakura Gakuin 2011 Nendo: Friends (2012)
- Sakura Gakuin 2012 Nendo: My Generation (2013)
- Sakura Gakuin 2013 Nendo: Kizuna (2014)
- Sakura Gakuin 2014 Nendo: Kimi ni Todoke (2015)
- Sakura Gakuin 2015 Nendo: Kirameki no Kakera (2016)
- Sakura Gakuin 2016 Nendo: Yakusoku (2017)
- Sakura Gakuin 2017 Nendo: My Road (2018)
- Sakura Gakuin 2018 Nendo: Life Iro Asenai Hibi (2019)
- Sakura Gakuin 2019 Nendo: Story (2020)[17]
- Sakura Gakuin 2020 Nendo: Thank You (2021)